# Risveglio (film 1931)
Risveglio (West of Broadway) è un film del 1931, diretto da Harry Beaumont.

## Produzione
Il film fu prodotto dalla Metro-Goldwyn-Mayer (MGM). Venne girato nel luglio e nell'agosto 1931.

## Distribuzione
Distribuito dalla Metro-Goldwyn-Mayer (MGM), il film uscì nelle sale cinematografiche USA il 28 novembre 1931.

### Date di uscita
- USA	28 novembre 1931
- Finlandia	25 settembre 1932

Alias
- West of Broadway	USA (titolo originale)
- Risveglio	Italia